# Nedryhajlivský rajón
Nedryhajlivský rajón (ukrajinsky Недригайлівський район) byl rajón v Sumské oblasti na Ukrajině. Hlavním městem byl Nedryhajliv a rajón měl přibližně 24 tisíc obyvatel. 

## Sídla v rajónu
- Nedryhajliv
- Terny